# Сисой Схимник
Сисой Схимник, або Преподобний Сисой, схимник Печерський — український святий, Києво-Печерський чернець.

## Життєпис
Преподобний Сисой відбував подвиг в Печерському монастирі наприкінці XIII — на початку XIV ст. 
Коли і де народився, хто його батьки невідомо. До прийняття схими був канонархом. Святий Сисой був постником, переміг усі страсті тіла й духа, отримав велику благодать від Бога. Всі, хто його знав дивувалися його стриманості.
Провівши все життя в чернечих подвигах, передбачив день своєї смерті. Упокоївся в монастирі. 

Його нетлінні мощі знаходяться в Дальніх печерах. В акафісті всім Печерським преподобним про нього сказано: 
|  | «Радуйся, Сисою, бо надзвичайними подвигами поста ти не тільки людей, а й ангелів здивував». |

.

## Пам'ять
Пам’ять преподобного Сисоя вшановується 19 липня (6 липня за ст. ст.).